# Puszpáng
A puszpáng (Buxus) a puszpángfélék családjába tartozó 70 fajt számláló növénynemzetség. A fajok Nyugat-Európában, a Mediterráneumban, Kelet-Ázsiában és Közép-Amerikában honosak.

## Tulajdonságai
Örökzöld cserjék vagy kis fák. Leveleik aprók, egyszerűek, átellenes állásúak, ép szélűek. Virágaik aprók, egyivarúak, egylakiak, zöldek vagy zöldessárgák. A virágtakaró összetőtt 4-6 cimpájú lepel. Termésük 3 kopáccsal nyíló gömbös tok.

## Felhasználása
Az örökzöld puszpángnak sok nemesített fajtája van. Kerti növényként formára is nyírható alakzatok vagy sövények alakíthatók belőle.
Faanyaga értékes, pl. fúvós hangszerek és fametszetek készítésére használják.

## Fajok
- Buxus acuminata Müll.Arg.
- Buxus acunae Borhidi & O.Muñiz
- Buxus acutata Friis
- Buxus aneura Urb.
- Buxus arborea Proctor
- Buxus austroyunnanensis Hatus.
- Buxus bahamensis Baker
- Buxus balearica Lam.

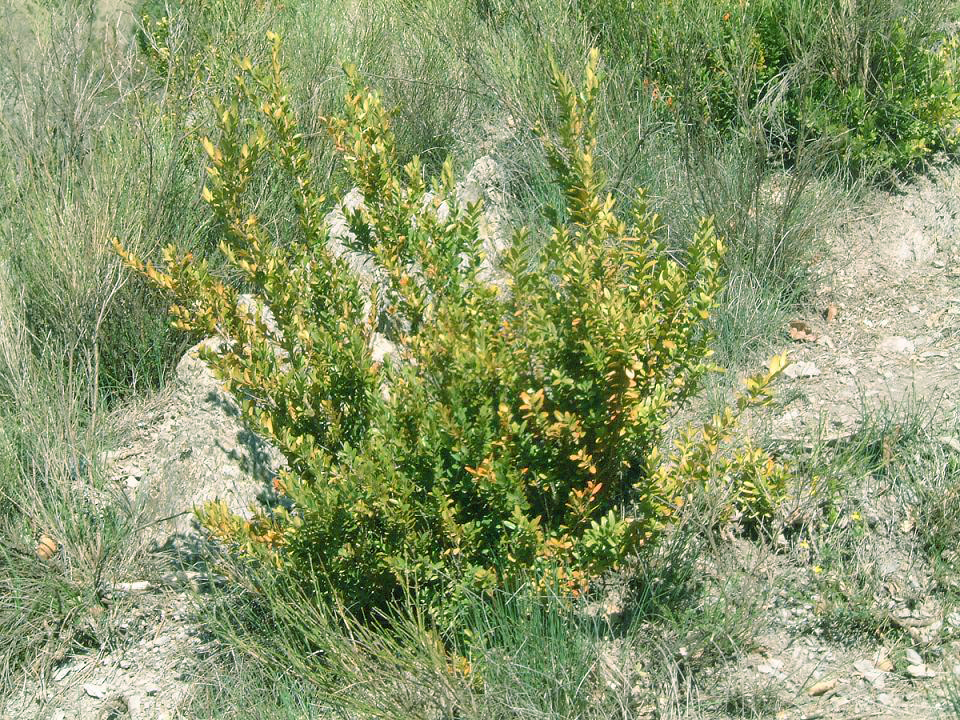
Buxus sempervirens

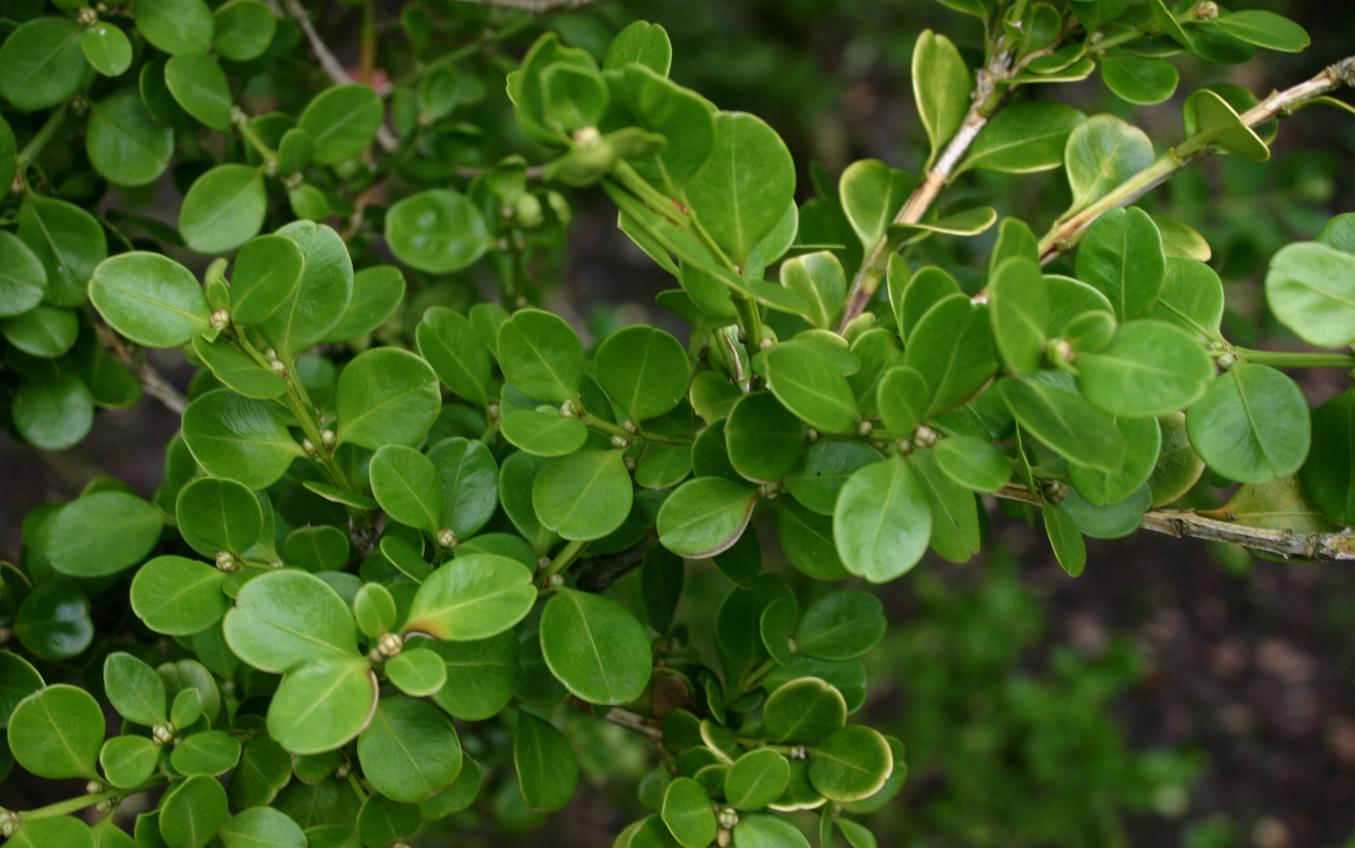
Buxus sinica

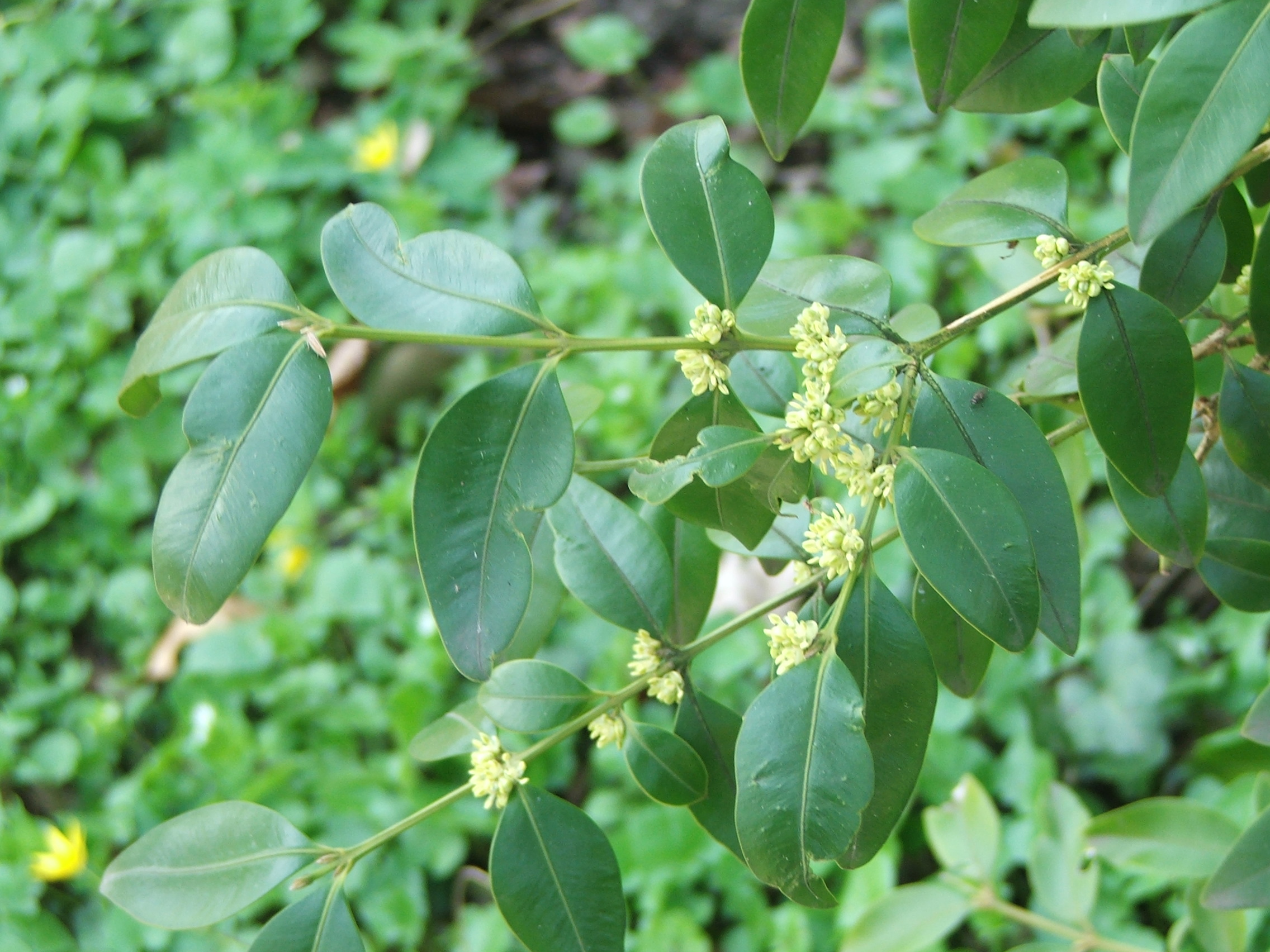
Buxus henryi

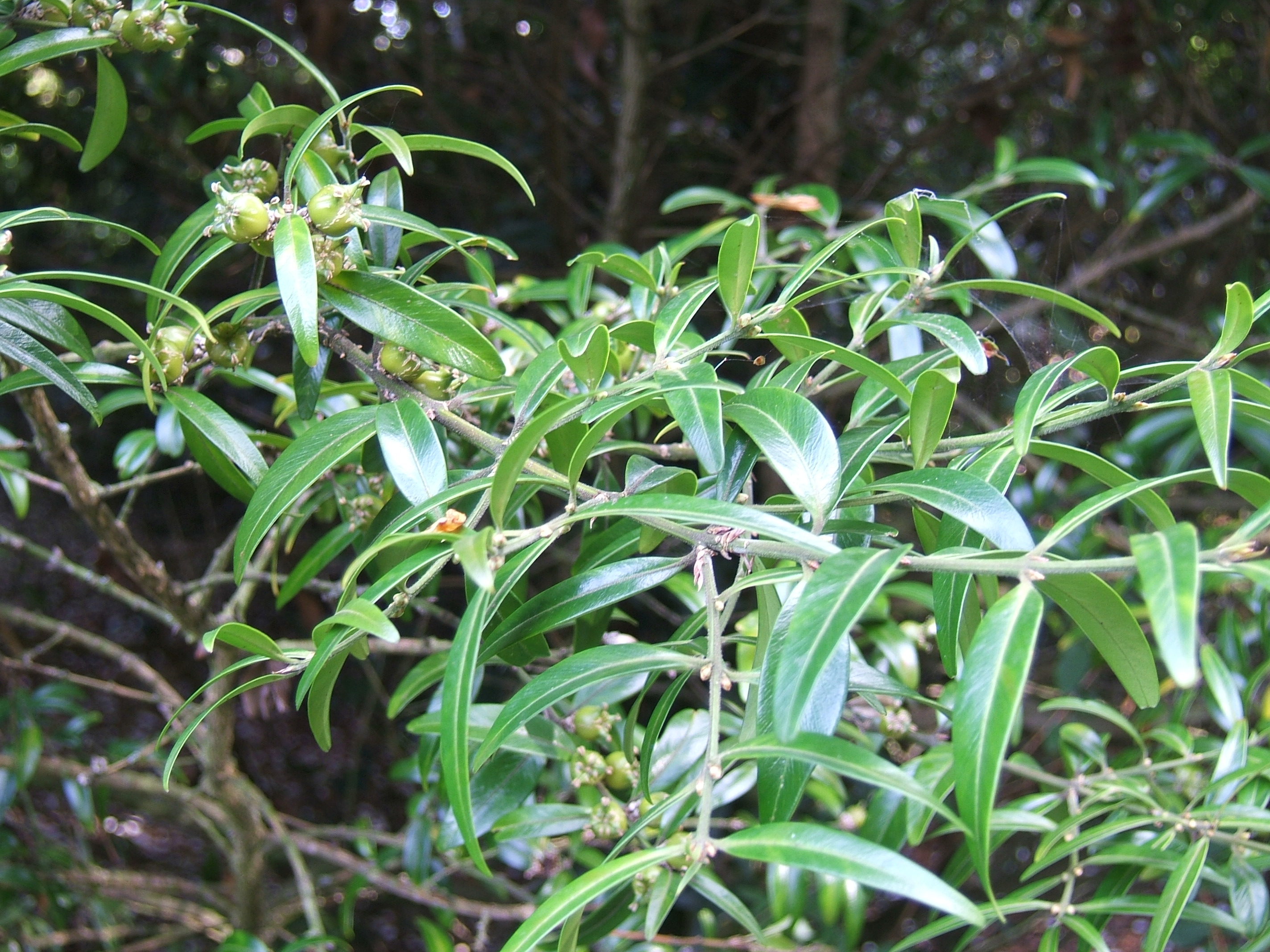
Buxus wallichiana

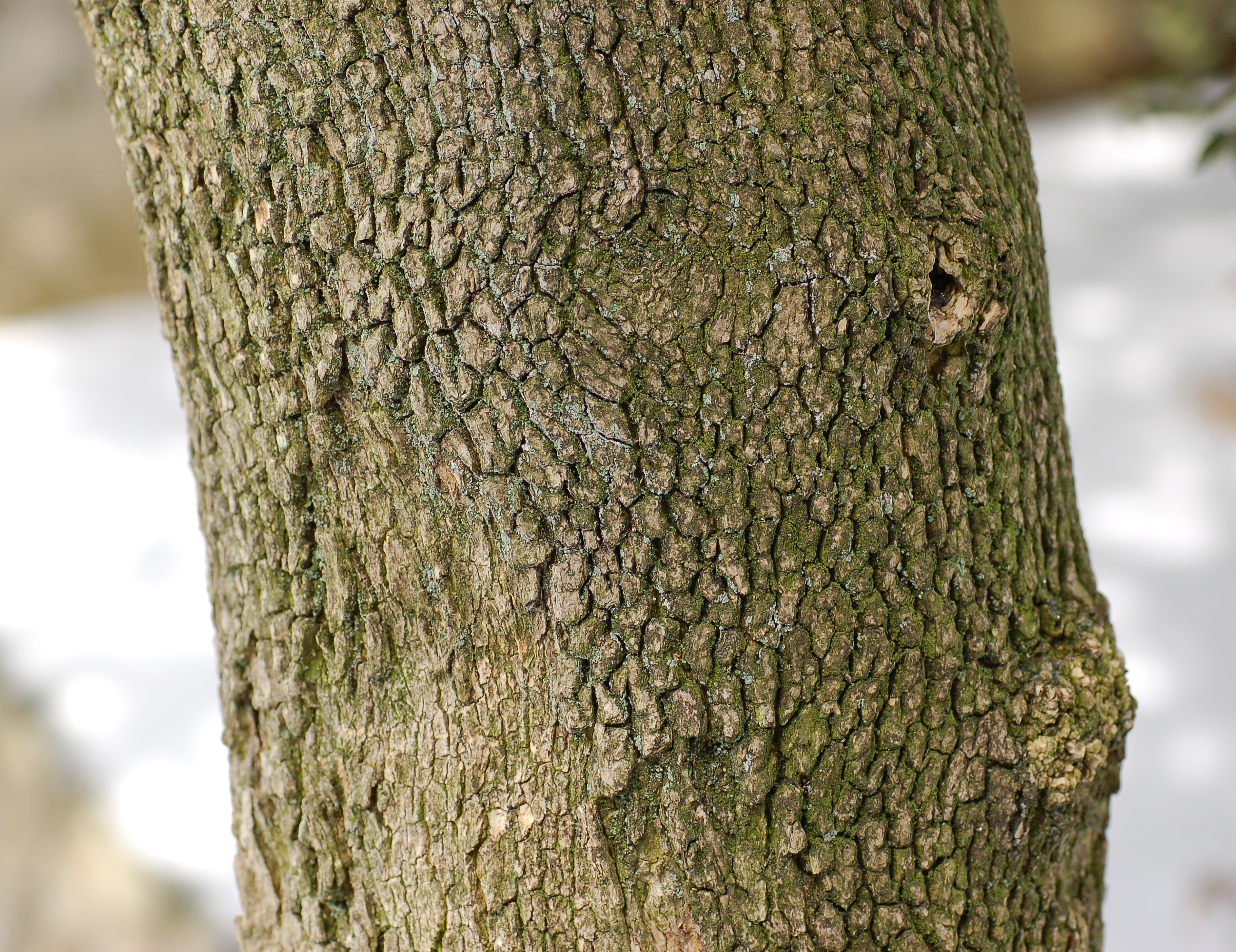
Buxus sempervirens

- Buxus baracoensis Borhidi & O.Muñiz
- Buxus bartlettii Standl.
- Buxus benguellensis Gilg
- Buxus bissei Eg.Köhler
- Buxus bodinieri H.Lév.
- Buxus braimbridgeorum Eg.Köhler
- Buxus brevipes Urb.
- Buxus calcarea G.E.Schatz & Lowry
- Buxus capuronii G.E.Schatz & Lowry
- Buxus chaoanensis H.G.Ye
- Buxus cipolinica Lowry & G.E.Schatz
- Buxus citrifolia (Willd.) Spreng.
- Buxus cochinchinensis Pierre ex Gagnep.
- Buxus conzattii Standl.
- Buxus cordata (Radcl.-Sm.) Friis
- Buxus crassifolia (Britton) Urb.
- Buxus cubana Baill.
- Buxus ekmanii Urb.
- Buxus excisa Urb.
- Buxus flaviramea (Britton) Mathou
- Buxus glomerata Müll.Arg.
- Buxus gonoclada (C.Wright) Müll.Arg.
- Buxus hainanensis Merr.
- Buxus harlandii Hance
- Buxus hebecarpa Hatus.
- Buxus henryi Mayr
- Buxus heterophylla Urb.
- Buxus hildebrandtii Baill.
- Buxus historica Borhidi & O.Muñiz
- Buxus holttumiana Hatus.
- Buxus humbertii G.E.Schatz & Lowry
- Buxus ichagensis Hatus.
- Buxus imbricata Urb.
- Buxus itremoensis G.E.Schatz & Lowry
- Buxus jaucoensis Eg.Köhler
- Buxus laevigata Spreng.
- Buxus lancifolia Brandegee
- Buxus latistyla Gagnep.
- Buxus leivae Eg.Köhler
- Buxus leonii (Britton) Mathou
- Buxus linearifolia M.Cheng
- Buxus lisowskii Bamps & Malaisse
- Buxus liukiuensis (Makino) Makino
- Buxus loheri Merr.
- Buxus macowanii Oliv.
- Buxus macrocarpa Capuron
- Buxus macrophylla (Britton) Fawc. & Rendle
- Buxus madagascarica Baill.
- Buxus malayana Ridl.
- Buxus marginalis (Britton) Urb.
- Buxus megistophylla H.Lév.
- Buxus mexicana Brandegee
- Buxus microphylla Siebold & Zucc. - kislevelű puszpáng
- Buxus moana Alain
- Buxus moctezumae Eg.Köhler, R.Fernald & Zamudio
- Buxus mollicula W.W.Sm.
- Buxus monticola G.E.Schatz & Lowry
- Buxus moratii G.E.Schatz & Lowry
- Buxus muelleriana Urb.
- Buxus myrica H.Lév.
- Buxus natalensis (Oliv.) Hutch.
- Buxus nyasica Hutch.
- Buxus obovata Urb.
- Buxus obtusifolia (Mildbr.) Hutch.
- Buxus olivacea Urb.
- Buxus pachyphylla Merr.
- Buxus papillosa C.K.Schneid.
- Buxus pilosula Urb.
- Buxus portoricensis Alain
- Buxus pseudaneura Eg.Köhler
- Buxus pubescens Greenm.
- Buxus pubifolia Merr.
- Buxus pubiramea Merr. & Chun
- Buxus pulchella Baill.
- Buxus purdieana Baill.
- Buxus rabenantoandroi G.E.Schatz & Lowry
- Buxus retusa Müll.Arg.
- Buxus revoluta (Britton) Mathou
- Buxus rheedioides Urb.
- Buxus rivularis Merr.
- Buxus rolfei S.Vidal
- Buxus rugulosa Hatus.
- Buxus rupicola Ridl.
- Buxus sclerophylla Eg.Köhler
- Buxus sempervirens L. - örökzöld puszpáng
- Buxus serpentinicola Eg.Köhler
- Buxus shaferi (Britton) Urb.
- Buxus sinica (Rehder & E.H.Wilson) M.Cheng
- Buxus stenophylla Hance
- Buxus subcolumnaris Müll.Arg.
- Buxus triptera Eg.Köhler
- Buxus vaccinioides (Britton) Urb.
- Buxus vahlii Baill.
- Buxus wallichiana Baill.
- Buxus wrightii Müll.Arg.
- Buxus yunquensis Eg.Köhler